# Zappalà (azienda)
Zappalà S.p.A. è un'azienda agroalimentare italiana specializzata nel settore dei prodotti lattiero-caseari.

## Storia
L'azienda nasce per iniziativa di Alfio Zappalà che nel 1973 apre un caseificio a Zafferana Etnea, in provincia di Catania. Negli anni ottanta avviene la trasformazione dell'impresa, la cui produzione da artigianale passa a quella industriale con la creazione di un moderno stabilimento in contrada Ardichetto, assumendo inoltre la denominazione sociale di Industria Lattiero Casearia Dott. Alfio Zappalà s.r.l. (1982). Nel 1984, alla morte del fondatore, la guida dell'azienda viene assunta dai tre figli Salvatore, Luigi e Rossano Zappalà.
Dopo il 1990, Zappalà effettua importanti investimenti in pubblicità che gli consentono di farsi conoscere, in particolare per le sue mozzarelle. Avvia così la propria espansione attraverso la distribuzione dei suoi prodotti in tutta Italia - dando così al suo marchio notorietà a livello nazionale - la creazione del marchio Perla Alimentare (1994), le acquisizioni della Casearia Ragusana di Ragusa (1999) e della Prolat di Caltanissetta (2000) - rispettivamente produttrici di formaggi canestrati e di latte - e la creazione delle società Caterservice Sud s.r.l. e Campi siciliani s.r.l. con lo stabilimento a Butera, in provincia di Caltanissetta (2000).
Nel 2006 l'azienda, realizzava un fatturato di 56 milioni di euro, impiegava 250 addetti e produceva circa 20 milioni di kg di quantità di prodotto. Nel 2008 l'azienda siciliana, nonostante da anni abbia avviato l'esportazione dei suoi prodotti anche all'estero (es. Giappone), va incontro a pesanti difficoltà economico-finanziarie e nel suo capitale fa ingresso la CAPE Regione Siciliana SGR, fondo di private equity a capitale misto presieduto da Simone Cimino, che rileva il 49% delle sue azioni. Cimino assume la presidenza della società, la quale nonostante l'iniezione di liquidità della CAPE é sempre in sofferenza: nel 2010 l'azienda diventa una bad company in liquidazione e cede tutte le sue attività ad una neocostituita good company denominata Zappalà S.p.A.
La nuova azienda consente al marchio Zappalà di riprendersi e di riconquistare quote di mercato regionali e nazionali del settore lattiero-caseario. Nel 2015 presenta i nuovi marchi Latterie Siciliane e  Le Latterie, il primo per identificare i formaggi tipici siciliani prodotti dall'azienda e il secondo quelli di self-service.
Maggiore industria lattiero-casearia della Sicilia e tra le maggiori realtà agroalimentari del Sud Italia, la produzione della Zappalà consiste in quella di mozzarelle, ricotte, paste filate, latte, burro; le mozzarelle in particolare costituiscono il 40% del fatturato dell'azienda siciliana.
La produzione avviene nei tre stabilimenti (Caltanissetta, Ragusa, Zafferana), la vendita dei suoi prodotti avviene attraverso le principali reti distributive nazionali e internazionali, ed esporta in oltre 30 paesi nel mondo.